# I’m Amazing
I’m Amazing ist ein Lied des britischen Pop-Rock-Musikers Peter Gabriel, aus dem Jahr 2016.

## Entstehung und Veröffentlichung
I’m Amazing ist die Neufassung eines alten Titels mit den Namen Mr. Fuzz, der ursprünglich 2002 während der Aufnahmesessions für das Album Up in den Real World Studios in Box, Wiltshire, Vereinigtes Königreich entwickelt wurde. Das Lied war die erste neue Komposition von Peter Gabriel seit dem Titel Show Yourself, der am 23. Juni 2014 in dem Konzertfilm Back to Front: Live in London von der Back to Front Tour veröffentlicht wurde. I’m Amazing wurde 2016 kurz vor dem Start von Gabriels gemeinsamer Rock Paper Scissors-Tournee mit Sting in Nordamerika veröffentlicht.
I’m Amazing ist nur als Download oder im Musikstreaming verfügbar. Zusätzlich wurde es am 13. September 2019 als Teil des ebenfalls nur digital verfügbaren Kompilationsalbums Flotsam and Jetsam veröffentlicht.

## Inhalt und Bedeutung
Der Liedtext des Songs wurde teilweise inspiriert durch das Leben und die Boxkämpfe von Muhammad Ali. Dieser wurde kurz zwei Wochen nach dem Tod Alis veröffentlicht. Gabriel erschien dies der richtige Zeitpunkt das Lied zu veröffentlichen, wenn so viele Menschen Alis Leben feiern und an all das denken, was er erreicht hat.
Mit I’m Amazing, einer fast achtminütigen Hymne, feiert Gabriel darüber hinaus, was Menschen tagtäglich leisten, indem sie einfach weiterleben und durch schwierige Zeiten hindurch Erfolg haben.
Der Song taucht tief in die menschliche Erfahrung ein und berührt Themen wie Widerstandsfähigkeit, persönliches Wachstum und Selbstermächtigung. Mit seinem zu Herzen gehenden Text und der fesselnden Melodie spricht I’m Amazing die Zuhörer auf einer tiefen Ebene an und lädt sie ein, über ihren eigenen Weg nachzudenken und in Widrigkeiten Stärke zu finden. I’m Amazing ist eine kraftvolle Hymne, die der Unverwüstlichkeit des menschlichen Geistes huldigt. Der Song ist eine ermutigende Erinnerung daran, dass wir selbst angesichts von Hindernissen und Schwierigkeiten die Fähigkeit haben, zu überwinden und zu triumphieren. Gabriels Text zeichnet ein lebhaftes Bild eines Menschen, der zahlreiche Herausforderungen und Rückschläge erlebt hat, sich aber nicht unterkriegen lässt. Der Song erforscht das Konzept der inneren Stärke und fordert die Zuhörer auf, ihr eigenes Potenzial anzuzapfen und an ihre Fähigkeit zu glauben, jede Widrigkeit zu überwinden.

## Musik
Aufmunternde Verszeilen wie „I can jump into the darkness/ I can shine on anyone“ (=„Ich kann in die Dunkelheit springen/ Ich kann auf jeden leuchten“) werden in den Himmel geblasen, während Gabriel sich mit wummernden Bässen, verzerrten Synthesizern, kosmisch verzerrten Gitarren und schwerem rhythmischem Schlagzeug durch die Strophen bewegt. Der Song erreicht ein gewaltiges, donnerndes Crescendo, das Alis unverschämtes Selbstvertrauen in der ansteckenden Hookline „Look at me, look at me/ Look at what I can do/ 'Cause I'm amazing“ (=„Sieh mich an, sieh mich an/ Sieh, was ich tun kann/ Denn ich bin unglaublich“) hervorruft.

## Mitwirkende
(Quellen:)

### Musiker
- B'Net Houariyat – Begleitgesang
- Richard Evans – E-Gitarre
- Peter Gabriel – Hauptgesang, Keyboards, Bassgitarre
- Steve Gadd – Schlagzeug
- Manu Katché – Schlagzeug
- Tony Levin – Bassgitarre
- David Rhodes – E-Gitarre

### Technisches Personal
- Tchad Blake – Mixing
- Richard Chappell – Toningenieur
- Peter Gabriel – Songwriting, Musikproduktion